# 胡道静
胡道靜（1913年2月—2003年11月5日），男，安徽涇縣人，生於上海，中華人民共和國學者、出版家。

## 生平
1931年畢業於上海持志大學文科國學系，1932年入上海通志館，專事修志工作，撰有《上海新聞事業之史的發展》、《上海圖書館史》。抗戰時期，先後在《通報》、《中美日報》、《密勒氏評論報》、金華《東南日報》等報任記者，從事抗日宣傳工作，榮獲「抗戰勝利勳章」。
中華人民共和國成立後，任華東軍政委員會文化部圖書館科科長等職。1958年從事中華書局上海編輯所編輯，1978年起任上海人民出版社編審。胡道靜參與過上海圖書館主編的巨型目錄學著作《中國叢書綜錄》的編輯出版工作，又參加《徐光啟著譯集》編輯工作。

## 著作
著作有：
- 《字说》，辑集了《熙宁字说钩沉》和《宋人笔记钩沉》。
- 《校雠学》 商务印书馆1932年
- 《公孙龙子考》 商务印书馆1932年
- 《上海图书馆史》上海市通志馆 1935年
- 《新闻史上的新时代》
- 《上海新闻事业之史的发展》 上海市通志馆 1935年
- 《梦溪笔谈校正》 1956年
- 《新校正梦溪笔谈》 北京中华书局 1957年
- 《沈括研究论集》
- 《中国古代的类书》
- 《农书与农史论集》
- 《种艺必用校录》

主持《中国丛书综录》、《中国科学技术史探索》等书的编辑。主编《道藏》、《藏外道书》、《道藏精华》、《国学大师论国学》。